# Monkey Quest
Monkey Quest fue un videojuego de fantasía y animación 3D abierto al público en marzo de 2011. Fue desarrollado por Nickelodeon Virtual Worlds Group. El sitio web de Monkey Quest cerró el 26 de septiembre de 2014.

## Jugabilidad
Antes de entrar al juego, el jugador tendrá que personalizar su personaje para entrar a la tierra de Ook.
El juego se controla únicamente con el teclado y el ratón.
El juego funciona con un sistema de experiencia, que permite al jugador avanzar más en el juego mientras más experiencia tenga.

## Final
Según la página oficial en inglés de Monkey Quest, el juego estaba previsto para ser cerrado el 26 de septiembre de 2014.
Actualmente, si se intenta abrir la aplición para PC del videojuego aparecerá un mensaje que impide avanzar al juego, junto con un enlace de desinstalación.